# Liste des municipalités de Basse-Californie

Armoiries de l'État de Basse-Californie.

L'État libre et souverain de Basse-Californie des États-Unis du Mexique, dont la capitale est Mexicali, est divisé en six municipalités (municipios).

## Liste des municipalités

Carte géographique avec les municipalités du Basse-Californie.

| Numéro | Code INEGI | Municipalité       | Chef-lieu de la municipalité | Population (2020) | Superficie (km²) |
| ------ | ---------- | ------------------ | ---------------------------- | ----------------- | ---------------- |
| 001    | 02001      | Ensenada           | Ensenada                     | 443 807           | 19 526,8         |
| 002    | 02002      | Mexicali           | Mexicali                     | 1 049 792         | 14 528,3         |
| 003    | 02003      | Tecate             | Tecate                       | 108 440           | 2 861,2          |
| 004    | 02004      | Tijuana            | Tijuana                      | 1 922 523         | 1 074,1          |
| 005    | 02005      | Playas de Rosarito | Rosarito                     | 126 890           | 506,30           |
| 006    | 02006      | San Quintín        | San Quintín                  | 117 568           | 32 953,30        |
| 007    | 02007      | San Felipe         | San Felipe.                  | 22 000            | 11 000           |

## Sources
- [304.601072] (es) « Panorama sociodemográfico de Baja California » [PDF], sur INEGI, Censo de Población y Vivienda (2020), Aguascalientes, Institto Nacional de Estadstica y Geografía, 2021.
- (es) Comisión Nacional de los Salarios Mínimos, « Clasificación de los municipios de la república mexicana en dos áreas geográficas a partir del 1° de enero de 2022 » [PDF], sur Gobierno de México, 16 de junio de 2022.
- (es) Antonio Heras, « Se convierte San Felipe en séptima demarcación de BC » [html], sur La Jornada, La Jornada, Mexicali, DEMOS Desarrollo de Medios, S.A. de C.V., 2 janvier 2022.